# Rádio Mais (Angola)
Rádio Mais nasceu em Luanda, em 2008, e rapidamente chegou a Benguela, Huambo e Huíla. Apesar da sua juventude, é uma das estações mais populares do panorama radiofónico nacional, suportada por um posicionamento distintivo.
É pertencente pelo Grupo Medianova.
Trata-se de um canal generalista, de cariz marcadamente urbano, cujo "target" principal é a audiência dos 16 aos 45 anos, em linha com a faixa etária dominante em Angola. Em Luanda tem vindo progressivamente a crescer e a conquistar mais audiência, fruto da aposta em conteúdos informativos, em espaços de debate e de interactividade com o ouvinte, a par da presença constante da música (maioritariamente nacional). A mesma fórmula de sucesso foi replicada em Benguela, no Huambo e na Huíla.

## Comunicação
Tipicamente, as rádios apostam muito na auto-promoção e no poder do "passa-palavra", dada a grande fidelidade dos ouvintes angolanos aos seus canais e programas favoritos, que lhes fazem companhia ao longo de todo o dia (em casa, no trânsito ou mesmo nos locais de trabalho).
Outra forma de acompanhar as emissões da Rádio Mais é através do site (também acessível através da rede SAPO) que oferece a possibilidade de "streaming". A Rádio Mais tira partido das sinergias com o grupo Media Nova, que publica regularmente anúncios institucionais da Marca e dos programas e radialistas favoritos do público.

## Mercado
Em Angola, 28 de Fevereiro de 1936 é considerada a data da primeira emissão radiofónica, em Benguela, por Álvaro de Carvalho, num registo puramente amador. Por outro lado, alguns estudiosos apontam a década de 40 como o momento em que se inicia o jornalismo profissional na rádio, na província do Huambo.
O ano de 1992 marca o início de uma nova era no panorama radiofónico angolano, empolada pelas enormes alterações sociais e sobretudo políticas. Foi o ano em que Angola viu nascer rádios como a Luanda Antena Comercial (LAC), Rádio Cinco (Canal Desportivo) e a Rádio Luanda. Posteriormente, surgiram outras rádios, nomeadamente, a Rádio Escola, a Kairós, a UNIA, a Rádio Cazenga, a MFM, entre outras.
Quando a Rádio Mais surgiu no mercado, este já estava devidamente apetrechado, com rádios a actuar em segmentos muito próximos e similares ao seu. Mais recentemente, quem sabe em virtude do contexto eleitoral, a capital angolana continua a registar o surgimento de novas estações radiofónicas.